# セーレン・レアビー
セーレン・レアビー（Søren Lerby, 1958年2月1日 - ）は、デンマーク出身の元同国代表サッカー選手。ポジションはMF。セットプレーを得意としていた。MFとして高い得点力を持ち、1979-80シーズンのチャンピオンズカップラウンド16のオモニア・ニコシア戦では5ゴールを(このシーズンのチャンピオンズカップではトータル8ゴールを決め、大会得点王となった。)、1984-85シーズン、第2節のヴェルダー・ブレーメン戦ではハットトリックを決めるなど、公式戦では通算459試合120ゴールという成績をのこした。

## 経歴
左利きのゲームメーカー。1975年、17歳の時に契約したオランダのアヤックス・アムステルダムでは在籍した8年間に5度のリーグ制覇、1983年に移籍したドイツのFCバイエルン・ミュンヘンでは引退したパウル・ブライトナーの後継者として2度のリーグ制覇、ASモナコを経て、1987年に移籍したオランダのPSVアイントホーフェンでは2度のリーグと、1度のUEFAチャンピオンズカップ制覇とタイトルに恵まれ、
デンマーク代表では3-5-2システムの左サイドハーフを担当し、ダニッシュ・ダイナマイトと呼ばれた攻撃的なチームの一員として1984年の欧州選手権では準決勝まで進出、1986年のワールドカップではグループリーグのウルグアイ戦で1ゴール2アシストを決めた。
1988年のUEFAチャンピオンズカップ決勝のベンフィカ戦では先発フル出場、PK戦では5人目のキッカーとしてPKを成功させ、優勝に貢献したが、この時負った怪我が元で1989年に現役を引退した。
その後1991年10月9日から半年間バイエルン・ミュンヘンで、解任されたユップ・ハインケスの後を受け監督を務めたのち、現在はFIFA公認選手代理人としてオランダ代表のラファエル・ファン・デル・ファールトらの代理人を務めている。

## 獲得タイトル
アヤックス・アムステルダム
- エールディビジ：5回 (1976-77, 1978-79, 1979-80, 1981-82, 1982-83)
- KNVBカップ：2回 (1978-79, 1982-83)

PSVアイントホーフェン
- エールディビジ：2回 (1987-88, 1988-89)
- KNVBカップ：2回 (1987-88, 1988-89)
- UEFAチャンピオンズリーグ：1回 (1987-88)

FCバイエルン・ミュンヘン
- ドイツ・ブンデスリーガ：2回 (1984-85, 1985-86)
- ドイツカップ：2回 (1983-84, 1985-86)